# 达格玛拉·沃伊尼亚克
达格玛拉·沃伊尼亚克（波蘭語：Dagmara Woźniak，1988年7月1日—）生于波兰弗罗茨瓦夫，是一名美国女子击剑运动员，主攻佩剑。她在1岁时岁家人从波兰移民至美国，9岁时开始练习击剑。高中毕业后，她进入聖若望大學修读生物系。她曾在2008年以替补身份入选北京奥运美国女子佩剑队名单，但并未上场参赛。这之后，她连续参加2012年、2016年和2020年三届夏季奥运，其中2016年里约奥运获得女子佩剑铜牌。2021年10月，她成为哈佛大学击剑队的助理教练。